# Jussi Jalas

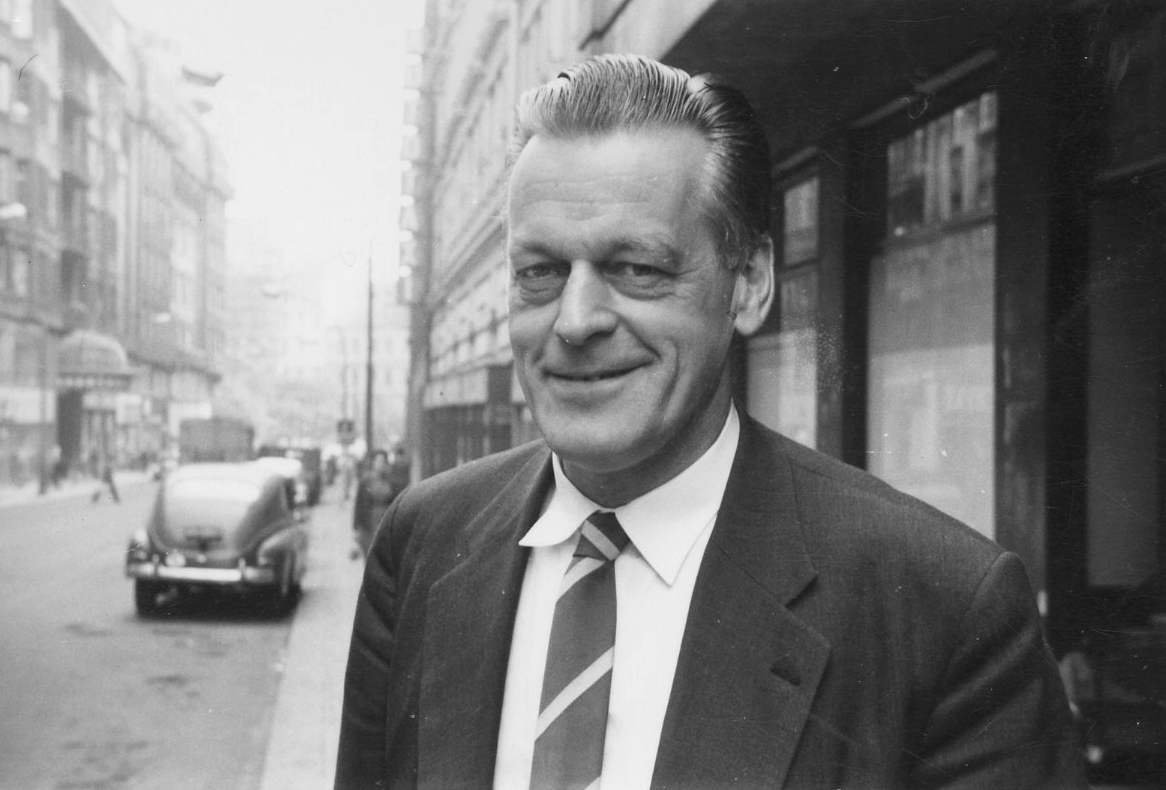
Jussi Jalas in den 1950en Jahren.

Armas Jussi Veikko Jalas (bis 1944 Blomstedt; * 23. Juni 1908 in Jyväskylä; † 11. Oktober 1985 in Helsinki) war ein finnischer Dirigent und Schwiegersohn des Komponisten Jean Sibelius.
Jalas' Vater war der Architekt Yrjö (auch George) Blomstedt (1871–1912), der verstarb, als Jalas 3 Jahre alt war. Jalas studierte Dirigieren in Paris. Im August 1929 heiratete er Sibelius’ vierte Tochter Margareta (1908–88), die er bereits 1924, im Alter von 15 Jahren, ebenso wie ihren Vater kennengelernt hatte. Von 1930 bis 1945 war er Dirigent am Finnischen Nationaltheater, danach  an der Finnischen Nationaloper bis 1973. Außerdem leitete er von 1943 bis 1950 und von 1955 bis 1965 die erste Dirigierklasse der Sibelius-Akademie. Von 1950 bis 1955 wurde er aufgrund von USA-Tourneen von Leo Funtek (1885–1965) vertreten, bei dem während dieser Zeit Jorma Panula studierte.
Jalas orchestrierte auch eine Reihe von Sibelius’ Klavierliedern.

## Diskografie
Der Katalog der Tonaufnahmen wird erwartungsgemäß von Werken von Jean Sibelius dominiert.
- Madetoja: Juha. Mit dem Finnischen Radiosinfonieorchester. Ondine 1977
- Sibelius: Sinfonie Nr. 1; 5 Humoresquen op. 87b und op. 89, mit Anna Ignatius, Violine, RIAS Symphonie-Orchester. Aufnahme 1954. Varese/Sarabande
- Sibelius: Sinfonie Nr. 5. Remington Records
- Sibelius Pelleas und Melisande; Karelia-Suite. Rundfunk-Sinfonie-Orchester Berlin (Ost), Urania Records 1952
- Sibelius: König-Christian-II.-Suite, op. 27; Schwanweiss-Suite, op. 54, Andante festivo. Lemminkäinen Legenden op. 22. Der Sturm, Suiten Nr. 1&2. Scenes historiques, Suiten Nr. 1&2. Scaramouche op. 71. In Memoriam op. 59. Finlandia. Kuolema. Staatl. Ungar. Symphonieorchester. 1976. Decca Records
- Sibelius: Suite champetre, Suiten aus Pelleas und Melisande
- Arien von Donizetti und Bellini. Mit Beverly Sills (Sopran), Orchester und Chor der Wiener Volksoper. Deutsche Grammophon (Aufnahmen: Westminster 1968)
- Arien aus ital., deutschen und franz. Opern. Mit Norman Treigle, Bassbariton. Wiener Radioorchester und Chor. Westminster 1967
- Beethoven: Sonaten für Violoncello und Klavier Nr. 3 und 5. Mit Pentti Rautawaara, Violoncello. Finlandia (mono)